# 乃嶋架菜
乃嶋 架菜（のじま かな）は、日本の女性声優で、主にアダルトゲームに声をあてている。「乃嶋 架奈」と誤記されることもある。

## 経歴・人物
- 五歳までアフリカの日本人居住区に住んでいた帰国子女。妹がいる。
- 動物が好きでペットに犬2匹（チワワ、サモエド）と猫を飼っており、出演しているインターネットラジオ番組『ラジオ真・恋姫†無双』の放送内でも度々語られている。
- 声優の仕事をする前はスポーツのインストラクターをやっていた。中学校の体育教師の教員免許も持っている。

## エピソード
- アダルトゲームに声をあてるための名前は仕事の依頼が来るたびに予め用意されていたが、台本ごとに自分の名前が違うという混乱が起きるので統一することになった。名前の由来は友人二人（男女）の姓と名を貰い、漢字を充てたもので「飲み屋でつけた」と、『ラジオ真・恋姫†無双』番組内で語っている。
- サインは、ただ平仮名で「のじまかな」と書いただけのものだったが、『ほめられてのびるらじおPP』にゲスト出演したときに新しいサインを募集。番組に応募されたものを参考にして新しいサインを作った。
- 母親と似ていないため、小さい頃怒られた時に「橋の下で拾ってきた」といわれたことがある。ただし、妹が怒られていた時には逆のことを言われていたそうである。
- 自身のYouTubeチャンネル「猫et架菜pPe【乃嶋 架菜】」にてゲーム配信をしており、ユーザー参加型イベントを開催している[1]。

## 出演
太字はメインキャラクター。

### アダルトゲーム
2002年
- 魔法少女アイ plus（大見結亜）
- コミックカフェ（逢坂千絵）
- 隷嬢キャスター2（仁科響香）
- ぱにっく!!けろけろ王国（樹里）
- "Hello, world."（入間佐知美）
- プチ死神プレコ（プレコ、大和利香）
- プラチナウインド〜星の詩が聞こえたら〜（カナナ、ルルナ、ザマス）
- モルダヴァイト（シンシア）

2003年
- 特命教師瞳 DVDフルボイス（馬頭ほむら）
- ANGELIUM -ときめきLOVE GOD-（ペルセポネ）
- カラフルBOX（山田穂波）
- サンタークラップス!（オセロット）
- セパレイトブルー（松下ナル）
- そこに海があって（鰍山碧唯）
- テリ☆みっくす（ペルセポネ）
- Naked Edge（草薙真貴）
- パティシエなにゃんこ（その他）
- 崩壊序曲（匂坂みさき）
- 真夏の扉 君と綴る物語（佐倉杏香）

2004年
- 空缶 -KaRaKaN-（山田穂波）
- コ・コ・ロ…0（野上佐枝、榊原瑞紀）

2005年
- あえかなる世界の終わりに（Nagi）
- ぱすてるチャイムContinue（鈴木ぼたん）
  - ぱすちゃC++（鈴木ぼたん）
- 魔法少女沙枝 Vol.1 - 3、でらっくす（2005年 - 2012年、エミット）- 4作品

2006年
- 姉恋模様（佐々木菜摘）
- C.D.Christmas Days 〜サーカスディスク クリスマスデイズ〜（ともちゃん）
- ただいま授業中（橘由香）
- 姫さま凛々しく!（ミフェリエ、クミル・ピペリネ）

2007年
- エターナルファンタジー（エルシスネ）
- キャラメルBOX やるきばこ2 エピソードV:やるきねこの逆襲（霧ヶ崎凪、塚原耀）
- 恋姫†無双 〜ドキッ☆乙女だらけの三国志演義〜（曹操）
- ドラゴンナイト4（マルレーネ、パンドラ）
- 魔が堕ちる夜 デーモニックプリンセス（木戸茜）

2008年
- AliveZ（桂木綺羅）
- 真・恋姫†無双 〜乙女繚乱☆三国志演義〜（曹操）
- とらい☆すたーず（リゼル・ザ・キラークイーン）
- 熱帯低気圧少女（霧谷まひる）
- 春色桜瀬（青野・クーデルハイツ・鈴蘭）

2009年
- 相姦遊戯2（相馬菜月）

2010年
- すくぅ〜るメイト2（浅葱）
- 擬態催眠（日枝夏子）
- 真・恋姫†無双 〜萌将伝〜（曹操）

2011年
- イヅナ斬審剣（音遠＝ドラグレスク＝ブザウ[2]）
- CURE GIRL（南條怜奈）

2012年
- 英雄*戦姫（ヴラド・ツェペシュ[3]）
- 痴漢のライセンス（三橋あおい[4]）
- Re:birth colony -Lost azurite-（セルリア・セレスタイト[5]）

2013年
- どらぺこ! 〜おねだりドラゴンとおっぱい勇者〜（シャル[6]）

2014年
- 魔法少女静流 （エミット）
- DEMONION II 魔王と三人の女王（マーガレッタ・ラザントリア）
- 英雄*戦姫GOLD（ヴラド・ツェペシュ）
- 超昂天使エスカレイヤーR （FM77）

2015年
- 真・恋姫†英雄譚（2015年 - 2023年）- 5作品
  - 1 〜乙女艶乱☆三国志演義［蜀］〜（2015年、曹操）
  - 2 〜乙女艶乱☆三国志演義［魏］〜（2015年、曹操）
  - 4 〜乙女耀乱☆三国志演義［呉］〜（2022年、曹操[7]）
  - 5 ～乙女耀乱☆三国志演義［魏］～（2023年、曹操）
  - 外伝 -白月の灯火-（2023年、曹操）

2016年
- DUNGEON OF REGALIAS 背徳の都イシュガリア（ネム）

2017年
- 真・恋姫†夢想-革命-（2017年 - 2019年）- 3作品
  - 蒼天の覇王（2017年、曹操）
  - 孫呉の血脈（2018年、曹操）
  - 劉旗の大望（2019年、曹操[8]）

2018年
- 真・恋姫†夢想 -革命- 孫呉の血脈（2018年、曹操）

2019年
- 巣作りカリンちゃん（2019年 - 2021年、カリン）- 2作品
- Gemini Seed（曹操[9]）

2022年
- 真・恋姫†英雄譚 4 ～乙女耀乱☆三国志演義［呉］～（2022年、曹操）
- 桃色†恋姫 ～華琳編～（2022年、華琳）

2024年
- 真・恋姫†英雄譚外伝 -白月の灯火-（曹操）

### 一般ゲーム
- 家族計画〜心の絆〜（2005年、母）
- トウィンクル クイーン（2010年、華琳）
- 英雄*戦姫（2013年、ヴラド・ツェペシュ）

### OVA
- 魔法少女アイ（大見結亜）
- MILK・ジャンキー 姉妹編 ボリューム1（2005年、おばさん）
- 魔が堕ちる夜（2006年、木戸茜）
- 彼女×彼女×彼女 〜三姉妹とのドキドキ共同生活〜（2009年 - 2011年、織節真冬）
- 痴漢のライセンス（2012年、三橋あおい）

### ドラマCD
- アンジェリウム サウンドトラック＆ドラマ（2003年、ペルセポネ）
- 「ブッチャケ! ハローワールド」ドラマティックCD（2003年、入間佐知美[10]）
- ドラマCD あえかなる世界の終わりに Vol.1、2（2006年、Nagi）
- 二次元ドリームマガジン イラストレーションズ 同梱特典CD（2007年、桐ノ宮静）

### ラジオ
※はインターネット配信。
- ラジオ真・恋姫†無双（2008年 - 2009年、音泉※）
- ラジオ「真・恋姫†夢想-革命- 蒼天の覇王」（2017年、音泉※）

### ラジオCD
- ラジオ真・恋姫†無双〜乙女繚乱☆ラジオ演義〜 vol.01、02（2009年6月29日同時発売）
- ラジオCD ラジオ「真・恋姫†夢想-革命- 蒼天の覇王」（2017年10月25日）

## ディスコグラフィ

### キャラクターソング
| 発売日         | 商品名                                                                                     | 歌 | 楽曲                                                         | 備考                                                          |
| -------------- | ------------------------------------------------------------------------------------------ | --- | ------------------------------------------------------------ | ------------------------------------------------------------- |
| 2007年11月23日 | 「恋姫†無双」覇王プロジェクト〜ハオプロ〜 魏軍合唱の陣                                     | 曹操（乃嶋架菜）、荀彧（みる）、夏侯惇（深井晴花）、夏侯淵（如月葵）、許緒（倉田まりや）                                                                                               | 「ラブ☆ソルジャー〜愛と勇気の花〜」                          | PCゲーム『恋姫†無双 〜ドキッ☆乙女だらけの三国志演義〜』関連曲 |
| 2008年8月22日  | 「恋姫†無双」覇王プロジェクト〜ハオプロ〜 ユニットの陣 ドS組                               | 関羽（本山美奈）、曹操（乃嶋架菜）、趙雲（野神奈々）、呂布（井村屋ほのか） | 「GO!」                                                      | PCゲーム『恋姫†無双 〜ドキッ☆乙女だらけの三国志演義〜』関連曲 |
| 2009年5月8日   | 「真・恋姫†無双」キャラクターソングCD Vol.1 劉備×曹操                                      | 劉備（安玖深音）、曹操（乃嶋架菜） | 「無双恋華」                                                 | PCゲーム『真・恋姫†無双 〜乙女繚乱☆三国志演義〜』関連曲       |
| 2009年9月25日  | 真・恋姫†無双 キャラクターソングアルバム                                                   | 曹操（乃嶋架菜） | 「無双恋華〜曹操の章〜」                                     | PCゲーム『真・恋姫†無双 〜乙女繚乱☆三国志演義〜』関連曲       |
| 2013年9月26日  | 英雄*歌姫 SPECIAL VOCAL DISC                                                               | ヒミコ（小倉結衣）、アーサー（木村あやか）、ヴラドツェペシュ（乃嶋架菜）、ナポレオン（豊高ローラ）、ベートーヴェン（雪都さお梨）、パーシヴァル（桐谷華）、ツタンカーメン（桐矢ノエル） | 「RUN・RUN・RUN」                                            | PlayStation 3用ゲームソフト『英雄*戦姫』関連曲                |
| 2020年9月25日  | 恋姫†夢想キャラクターソング vol.3 曹操                                                     | 曹操（乃嶋架菜） | 「凛星モノローグ」 「志在千里〜恋姫喚作百花王〜」            | ゲーム『真・恋姫†夢想』関連曲                                 |
| 2021年7月30日  | 『巣作りカリンちゃん -星詠みの神託- プレミアムパッケージ』巣作りカリンちゃんソングアルバム | カリン（乃嶋架菜）、トウカ（安玖深音）、レンファ（風音） | 「迷宮 Wanna Wana Party（カリン&トウカ&レンファ 合唱ver.）」 | PCゲーム『巣作りカリンちゃん -星詠みの神託-』関連曲           |
| 2021年7月30日  | 『巣作りカリンちゃん -星詠みの神託- プレミアムパッケージ』巣作りカリンちゃんソングアルバム | カリン（乃嶋架菜） | 「迷宮 Wanna Wana Party（カリン 単独歌唱Ver.）」             | PCゲーム『巣作りカリンちゃん -星詠みの神託-』関連曲           |